# Dasychira brachycera
Dasychira brachycera är en fjärilsart som beskrevs av Collenette 1937. Dasychira brachycera ingår i släktet Dasychira och familjen tofsspinnare. Inga underarter finns listade i Catalogue of Life.